# Výrov
Výrov (en allemand : Weirau, précédemment : Weirow) est une commune du district de Plzeň-Nord, dans la région de Plzeň, en République tchèque. Sa population s'élevait à 449 habitants en 2022.

## Géographie
Výrov se trouve à 3 km au sud-ouest de Kralovice, à 26 km au nord-nord-est de Plzeň et à 71 km à l'ouest-sud-ouest de Prague.
La commune est limitée par Kralovice au nord-ouest, au nord et au nord-est, par Kožlany à l'est, par Kozojedy et Kopidlo au sud, et par Kopidlo à l'ouest.

## Histoire
La première mention écrite de la localité date de 1307.

## Galerie

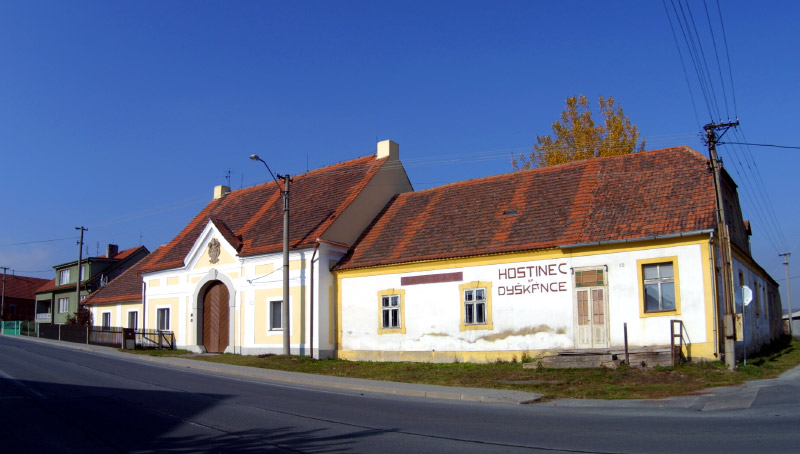
Ancienne auberge à Hadačka..

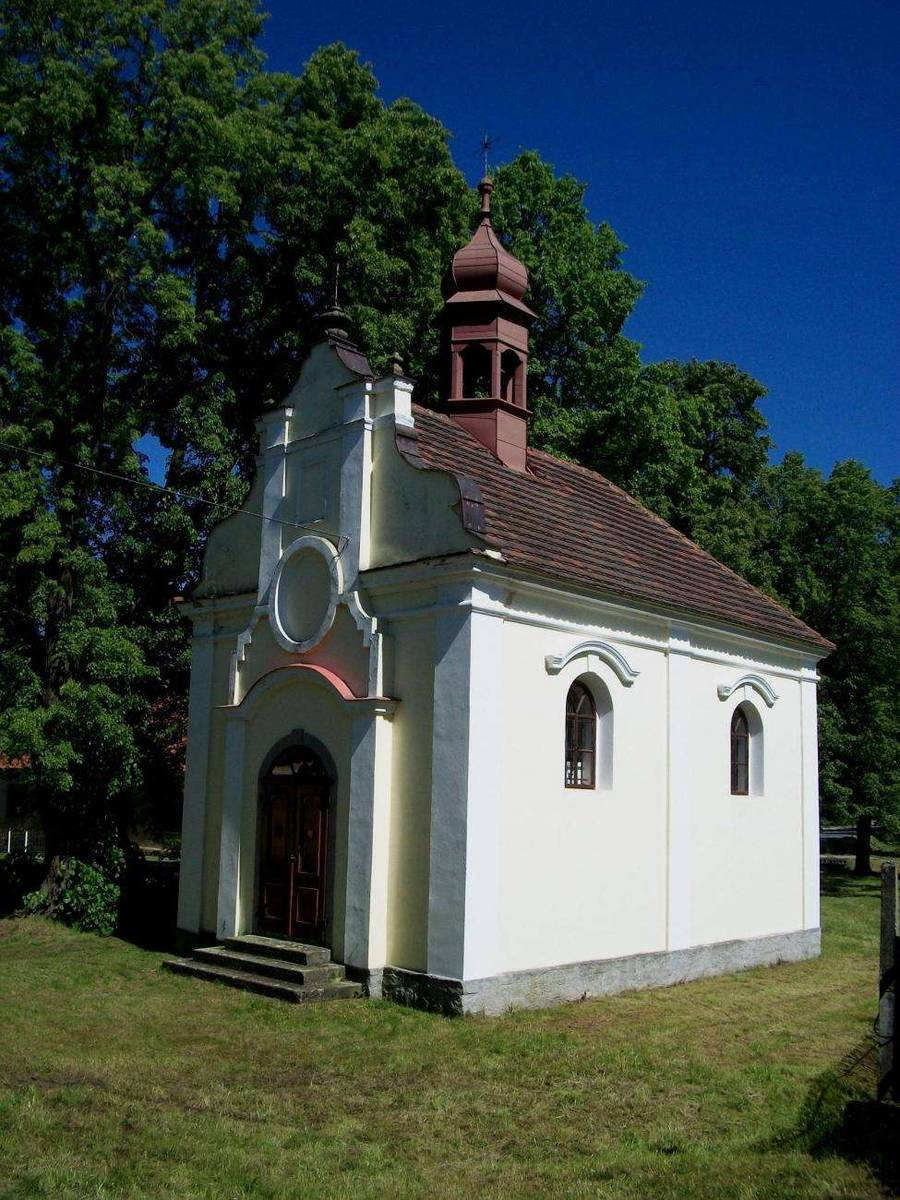
Chapelle à Výrov.
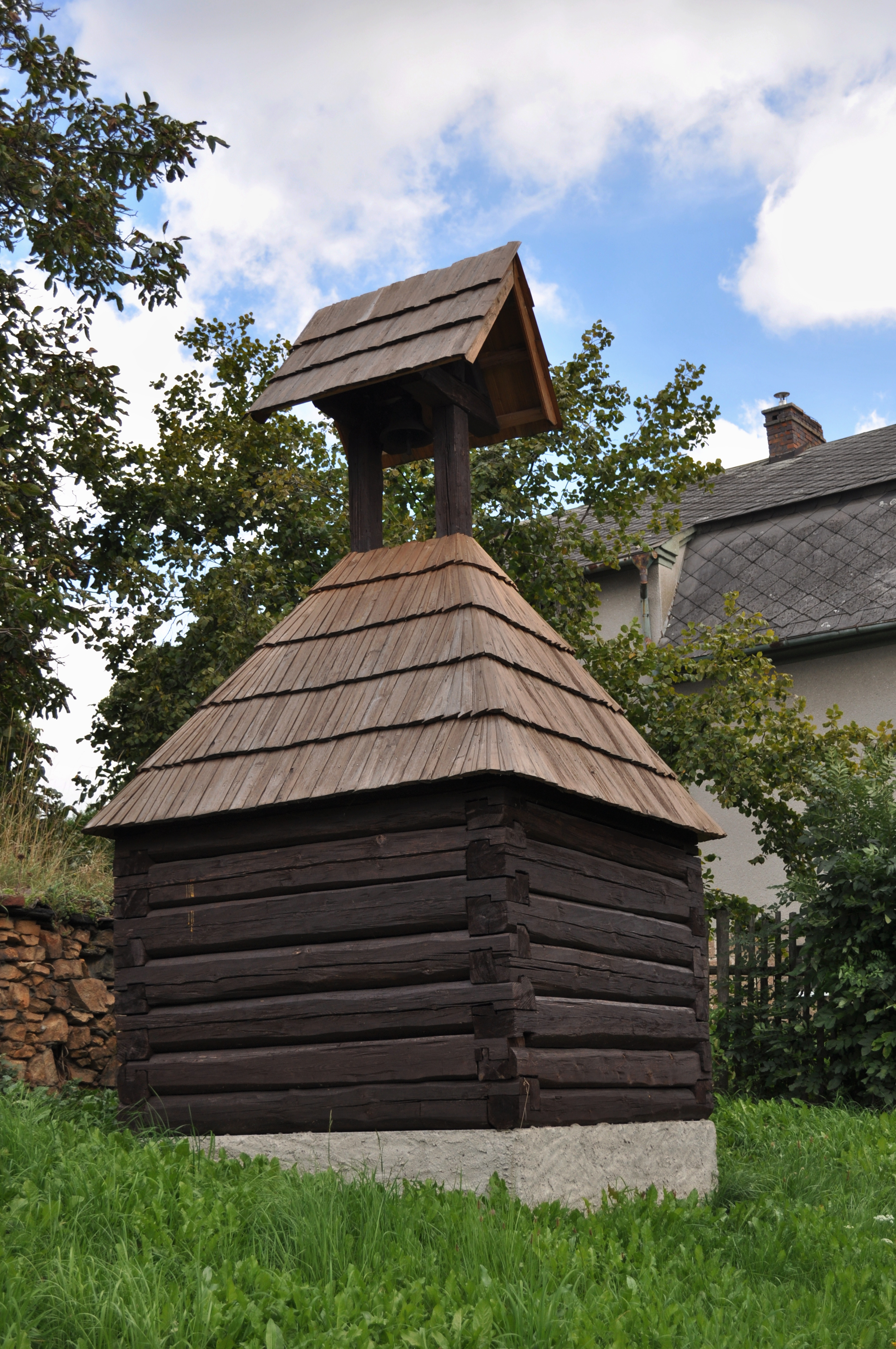
Clocher-tour à Hadačka.

## Transports
Par la route, Výrov se trouve à 4 km du centre de Kralovice, à 32 km de Plzeň et à 91 km de Prague. 